# Clinique Ambroise-Paré
La clinique Ambroise-Paré est un hôpital de Conakry en république de Guinée.

## Nomination
L'hôpital porte le nom d'Ambroise Paré, le père de la chirurgie française.

## Structure
Ambroise-Paré dispose d'une ambulance et est équipé pour la chirurgie. Il est situé sur la Corniche Nord à côté de l'USAID, au sud-ouest du jardin botanique de Conakry.
C'est une propriété privée, offrant des soins de qualité à l'images de hôpitaux publics Ignace-Deen et Donka.

## Histoire
En septembre 2009, lorsqu'un rassemblement dans un stade de la ville en protestation contre la junte militaire a été violemment dispersé, des dizaines de personnes ont été tuées par les forces de sécurité. Les anciens premiers ministres Cellou Dalein Diallo et Sidya Touré ont été blessés et conduits à la clinique Ambroise Paré. Cependant, les militaires les ont retirés de la clinique et les ont emmenés au camp Alpha Yaya Diallo, siège de la junte.

## Personnalité
- Souleymane Touré (1980- ), médecin et homme politique guinéen.

## Voir également
- Santé en Guinée